# Aetolische Veldtocht
De Aetolische Veldtocht was een veldtocht in 426 v.Chr., tijdens de Peloponnesische Oorlog, die ondernomen werd door de Atheners onder leiding van Demosthenes tegen de Aetoliërs.

## Achtergrond
Athene's bondgenoten in Naupaktos vroegen Athene om de 'primitieve' Aetoliërs aan te vallen. Ze verzekerden hen dat deze gemakkelijk te verslaan waren. Deze stammen waren immers nog barbaars en vochten op een geheel andere manier: ze vochten niet op de traditionele manier met de hoplieten in een falanx, maar met lichte troepen. Demosthenes was aan zijn eerste termijn als generaal in Athene bezig, en daarom was het voor hem zowel politiek als militair gevaarlijk om dit verzoek in te willigen. Hij besloot uiteindelijk toch om opeen expeditie naar Aetolië te ondernemen, want hij vond het belangrijk dat de Naupaktiërs aan zijn kant zouden blijven staan, wegens hun cruciale plek aan de Golf van Korinthe. Hij zag ook nog andere perspectieven geopend worden als hij deze streek zou binnenvallen. Hij zou zo een groot deel van het Griekse binnenland kunnen verenigen, een groot leger kunnen verzamelen en zo Boeotië vanuit de rug aanvallen. Voor deze veldtocht gebruikte hij geen Atheense soldaten, hij huurde troepen in uit geallieerde gebieden.

## De expeditie
Demosthenes stuitte vrijwel meteen op problemen. De Akarnaniërs en Kerkyreërs, die mee waren gestuurd op deze expeditie, weigerden om met hem mee te gaan omdat ze niet wilden vechten voor andermans zaken. Niettemin zette Demosthenes door. Hij was weliswaar het grootste deel van zijn leger en een derde van een vloot kwijt, maar hij bleef zelfverzekerd omdat de Lokriërs, ook bondgenoten van Athene, op weg waren om zich bij zijn leger te voegen en ongeveer op dezelfde manier vochten als de Aetoliërs en zo had hij al een voordeel wat betreft hun tactiek. Het plan om de ene na de andere plaats in Aetolië in te nemen, begon echter ook al meteen in duigen te vallen. De Lokriërs, die hadden moeten arriveren, kwamen niet. Dit derde geval van ontrouw baarde Demosthenes deze keer wel zorgen. Desondanks verzekerden de Naupaktiërs hem nog steeds dat hij gemakkelijk de overwinning zou kunnen behalen, als hij maar snel genoeg zou handelen voordat de Aetoliërs zich zouden kunnen verenigen. Het plan van de Naupaktiërs was al achterhaald, want de Aetoliërs hadden al lucht gekregen van zijn expeditie en verzamelden hun leger. Demosthenes besloot om toch snel op te trekken.
Hij kon Aegiton, een belangrijke stad in Aetolië, in een mum van tijd innemen, maar deze snelle inname was een valstrik. De inwoners verborgen zich samen met versterkingen in de omringende heuvels en vielen van alle kanten aan toen het leger Aegiton binnentrok. Ze waren lichtbewapende speerwerpers die grote schade aanrichtten en voordat de zware falanx van de Atheners hen schade kon doen hadden ze zich alweer teruggetrokken. De Atheense boogschutters hadden wellicht iets kunnen betekenen, maar hun aanvoerder sneuvelde en ze raakten in verwarring. Toen de hoplieten al uitgeput waren door de herhaaldelijke aanvallen, besloot Demosthenes tot de terugtocht. Toen ze rechtsomkeert maakten kregen ze nog een tegenslag te verwerken waardoor deze terugtocht op een bloedbad uitliep. De gids, die hen veilig weg had kunnen loodsen sneuvelde en ze kwamen vast te zitten in ruw, bebost en onbekend terrein, en vele soldaten verdwaalden. Er sneuvelden 120 van de 300 soldaten, waaronder ook Prokles, een generaal.

## Nasleep
De Atheners sloten een wapenstilstand om hun doden van het slagveld te halen en gingen daarna scheep bij Naupaktos om terug te keren naar Athene. Het plan van Demosthenes was goed uitgewerkt, maar werd overhaast beraamd en slecht uitgevoerd. Dit was wel een betreurenswaardig verlies voor Athene, maar geen uitzonderlijk hoog, als je bemerkt dat de overwinning die behaald zou kunnen geworden zijn zeer lonend zou geweest zijn. Demosthenes trok ook lessen uit zijn fouten; hij zou in de toekomst zijn voordeel doen met wat hij van deze ervaring had opgestoken.